# Pierre Le Bigaut
Pierre Le Bigaut (* 17. September 1959 in Guémené-sur-Scorff) ist ein ehemaliger französischer Radrennfahrer und nationaler Meister im Radsport.

## Sportliche Laufbahn
Le Bigaut war im Straßenradsport aktiv. Als Amateur wurde er 1979 Zweiter bei Paris–Évreux und gewann die Militärmeisterschaft im Straßenrennen sowie die Tour de La Réunion. 1980 kam er in der Route de France sowie in der Tarragona-Rundfahrt auf den dritten Platz. Im Baby Giro 1980 holte er einen Etappensieg. 
Von 1981 bis 1987 war er Berufsfahrer, danach wieder Amateur. Sein bedeutendster Erfolg war ein Etappensieg in der Tour de France 1983. 1982 war er im Circuit de l’Indre erfolgreich. 1987 siegte er auf einer Etappe in der Tour of Britain. 1988 gewann er die Tour du Finistère, 1990 den Circuit du Morbihan. Zweiter wurde er 1984 bei Châteauroux–Limoges, 1985 in der Tour d’Armorique, 1987 im La Polynormande. Dritter wurde er 1981 im Grand Prix du Morbihan und im La Polynormande.
Die Tour de France fuhr Le Bigaut viermal. 1982 wurde er 59., 1983 32., 1984 44., 1985 92. Die Vuelta a España 1981 beendete er nicht.

## Familiäres
Sein Bruder Émile Le Bigaut war ebenfalls Radprofi.